# Земљорадничка странка
Савез земљорадника, касније познат под називом Земљорадничка странка била ја политичка странка која је окупљала сељаштво у Краљевини СХС, касније Југославији.
На почетку је деловала на подручју целе тадашње државе, али ју је у крајевима с хрватском већином потиснула Хрватска сељачка странка. Из ње се нешто касније под вођством Драгољуба Јовановића издвојила лево оријентисана Народна сељачка странка.

## Историја
На састанку угледних сељака-задругара и интелектуалаца, првенствено пољопривредних стручњака и задружних радника, у Великој Плани је 12. (25) октобра 1919. године, на иницијативу Михаила Аврамовића, основана сељачка политичка организација Савез земљорадника. Тада су усвојени програм и правила и изабран је привремени Земаљски одбор странке. Први конгрес странка је одржала 1. и 2. августа 1920. у Београду, на коме је био изабран и Главни извршни одбор Савеза земљорадника.
После избора за Уставотворну скупштину 28. новембра 1920. године, Савез земљорадника се конституише као јединствена југословенска странка. Са Савезом земљорадника из Србије и Војводине уједињују се Савез тежака из БиХ, Тежачки савез из Далмације и Сељачки савез из Хрватске, са укупно 30 посланика. Једино је Самостојна кметијска странка остала самостална, али уз обавезу „да ће уско сарађивати са Савезом земљорадника и да ће њених девет посланика са 30 посланика Савеза земљорадника сачињавати заједнички посланички клуб у Уставотворној скупштини“.
На парламентарним изборима 1923. године, је освојено тек 11 посланичких мандата.
Према документацији из архива Кнеза Павла са Колумбија универзитета (микрофилмови су похрањени у Архиву Југославије), Земљорадничка странка је одиграла одлучујућу улогу у војном пучу 27. марта 1941. У књизи "Кнез Павле, истина од 27. марту", аутори објављују делове те грађе, између осталог, и писмо Хјуа Далтона, начелника СОЕ (Одељење за специјалне операције енглеска тајне службе) за Југославију, упућено из Београда 28. марта 1941. Винстону Черчилу, у којем се изричито наводи да је Милош Тупањанин, из Земљорадничке странке, био један од вођа протеста против Сила Осовине и преврата.
"Откако сам преузео СОЕ у Југославији потрошили смо најмање 100.000 фунти стерлинга. Новац је, углавном, отишао на финансирање Земљорадничке странке и остале видове подмићивања, укључујући и награде за повремене мање саботаже. Успели смо да образујемо и резервни фонд од 16 милиона динара који би се користио у случају да упутнице из Лондона не могу да буду достављене. Мислим да смо добили добру противвредност за уложени новац", наводи Далтон.

### У комунистичкој Југославији
Савез земљорадника је наставио рад са формирањем комунистичке Југославије, када је постала део комунистички предвођеног Народног фронта Југославије. Јединствени Конгрес 1946. прокламује уједињење Савеза земљорадника и Народне сељачке странке у једну јединствену странку под називом: Уједињена земљорадничка странка.